# NGC 1585
NGC 1585 је спирална галаксија у сазвежђу Длето која се налази на NGC листи објеката дубоког неба.
Деклинација објекта је - 42° 9' 54" а ректасцензија 4h 27m 33,0s. Привидна величина (магнитуда) објекта NGC 1585 износи 13,5 а фотографска магнитуда 14,2. NGC 1585 је још познат и под ознакама ESO 303-18, MCG -7-10-6, IRAS 04259-4216, PGC 15150.